# わんぱく天使
『わんぱく天使』（わんぱくてんし）は、1990年4月13日から1991年3月29日まで関西テレビの『阪急ドラマシリーズ』枠で放送されたテレビドラマ。全49回。
ロケは逆瀬川付近を中心に行われた。

## あらすじ
大阪府池田市でコンビニエンスストアを営む川村啓太郎・時子夫妻には、悦子、美緒、弘実の3人の娘がいる。実は3人の娘たちは、啓太郎と時子の実の子供ではなく、それぞれ里子として引き取られた子供たちだった。そんな中、光一が新たに川村家で暮らすことになるが…。 

## キャスト
- 川村悦子 - 大沢逸美
- 川村美緒 - 高田尚美
- 川村（松田）弘実 - 猿渡有香
- 川村（仁科）光一 - 大元崇主
- 西島良 - つくお賢悟
- 門田麻希
- 河井康典
- 岩芝公治
- 寺田卓司
- 南貴博
- 桂ざこば
- 藤田香織
- コ・メイリン
- 吉内里美
- 曽我邦彦 - 草川祐馬
- 早川泰 - 清水善三
- 野口明 - 高岡俊広
- 川村時子 - 立石凉子
- 川村啓太郎 - 尾藤イサオ

## スタッフ
- 脚本：田代淳二、小池康生、山田剛、妻鹿年季子、上條逸雄、内藤夏実、林千代
- 監督：高野昭二、松森健、荒井岱志、吉田憲二、浅沼順
- 音楽：菊池俊輔
- 主題歌：大沢逸美「Blue In Your Eyes」（テイチクレコード）
- 挿入歌：大沢逸美「FLY AWAY〜輝きの街〜」（テイチクレコード）
- 現像・テレシネ：IMAGICA
- プロデュース：遠山伸彦、濱星彦、横手勝弘、三浦紘
- 制作：宝塚映像、関西テレビ

## サブタイトル
| 話数   | サブタイトル            | 脚本       | 監督     |
| ------ | ----------------------- | ---------- | -------- |
| 第1話  | 謎の少年                | 田代淳二   | 高野昭二 |
| 第2話  | 対決1対3!               | 田代淳二   | 高野昭二 |
| 第3話  | 初めての姉弟ゲンカ      | 田代淳二   | 松森健   |
| 第4話  | モンジロー倒れる        | 田代淳二   | 松森健   |
| 第5話  | 母さんの似顔絵          | 小池康生   | 荒井岱志 |
| 第6話  | お見合い大騒動          | 田代淳二   | 荒井岱志 |
| 第7話  | 消えたモンジロー        | 田代淳二   | 松森健   |
| 第8話  | お母さんの手紙          | 山田剛     | 松森健   |
| 第9話  | 傷ついた鳥              | 田代淳二   | 松森健   |
| 第10話 | 初めての貯金通帳        | 田代淳二   | 高野昭二 |
| 第11話 | 壊れたおみこし          | 田代淳二   | 松森健   |
| 第12話 | 気になるアイツ          | 妻鹿年季子 | 松森健   |
| 第13話 | 不良少女                | 小池康生   | 高野昭二 |
| 第14話 | アルプスのおばあちゃん  | 田代淳二   | 高野昭二 |
| 第15話 | おばあちゃん行方不明    | 田代淳二   | 高野昭二 |
| 第16話 | 三角、四角、マル関係    | 小池康生   | 荒井岱志 |
| 第17話 | 帰ってきた父さん        | 田代淳二   | 吉田憲二 |
| 第18話 | 想い出のダブルス        | 山田剛     | 荒井岱志 |
| 第19話 | それぞれの秘密          | 妻鹿年季子 | 吉田憲二 |
| 第20話 | 父さんの友達            | 小池康生   | 吉田憲二 |
| 第21話 | 初恋                    | 田代淳二   | 浅沼順   |
| 第22話 | お礼はいらない          | 田代淳二   | 浅沼順   |
| 第23話 | 弘実、いかないで!       | 小池康生   | 松森健   |
| 第24話 | 父さん、死んじゃイヤ!   | 小池康生   | 松森健   |
| 第25話 | ライバルが現れた        | 田代淳二   | 吉田憲二 |
| 第26話 | 優しさってなに?         | 田代淳二   | 吉田憲二 |
| 第27話 | 光一、男と見込まれる    | 小池康生   | 高野昭二 |
| 第28話 | 泣くなゴン              | 田代淳二   | 高野昭二 |
| 第29話 | 光一、ヤキモチをやく    | 小池康生   | 高野昭二 |
| 第30話 | カナダから来た母        | 田代淳二   | 吉田憲二 |
| 第31話 | 二人のお母さん          | 田代淳二   | 吉田憲二 |
| 第32話 | 叱られて…               | 上條逸雄   | 松森健   |
| 第33話 | 結婚はいやよ            | 上條逸雄   | 松森健   |
| 第34話 | 星空の結婚記念日        | 山田剛     | 高野昭二 |
| 第35話 | 赤い靴                  | 田代淳二   | 高野昭二 |
| 第36話 | 美少年がやってきた      | 小池康生   | 松森健   |
| 第37話 | ハッピーなフリーター    | 小池康生   | 松森健   |
| 第38話 | しあわせ行きの切符      | 山田剛     | 吉田憲二 |
| 第39話 | 母さんのお弁当          | 内藤夏実   | 吉田憲二 |
| 第40話 | ごめんね、ゴン!         | 山田剛     | 荒井岱志 |
| 第41話 | 恋の逆転チャンス        | 小池康生   | 荒井岱志 |
| 第42話 | バレンタインの少女たち  | 小池康生   | 高野昭二 |
| 第43話 | 二人のスケートリンク    | 林千代     | 高野昭二 |
| 第44話 | その後の不良少女        | 小池康生   | 高野昭二 |
| 第45話 | ひとりぼっちの雛祭り    | 山田剛     | 高野昭二 |
| 第46話 | 愛の家族新聞            | 林千代     | 高野昭二 |
| 第47話 | もうすぐ春だよ          | 小池康生   | 松森健   |
| 第48話 | 泣くな、光一            | 小池康生   | 松森健   |
| 第49話 | サヨナラなんて、イヤだ! | 小池康生   | 松森健   |

## 放送局
| 放送期間                                                                | 放送時間                                           | 放送局     | 対象地域   | 備考     |
| ----------------------------------------------------------------------- | -------------------------------------------------- | ---------- | ---------- | -------- |
| 1990年4月13日 - 1991年3月29日                                           | 金曜 19:00 - 19:30                                 | 関西テレビ | 近畿広域圏 |          |
| 1990年4月15日 - 9月30日 1990年10月7日 - 12月30日 1991年1月13日 - 4月7日 | 日曜 6:00 - 6:30 日曜 5:40 - 6:10 日曜 6:00 - 6:30 | フジテレビ | 関東広域圏 | [ 注 1 ] |